# Chlebovice

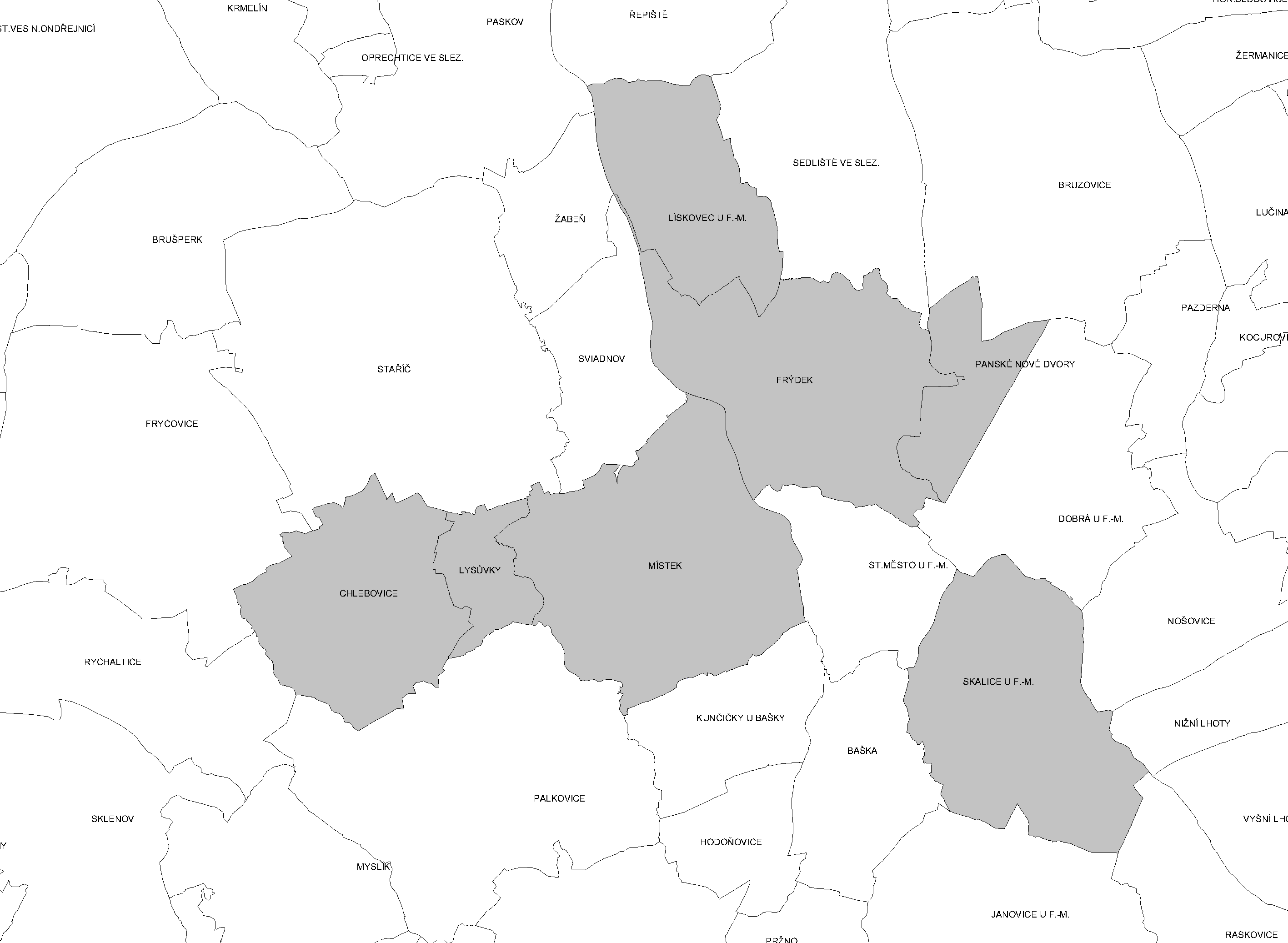
Katastrální členění Frýdku-Místku

Chlebovice (německy Chlebowitz) je část okresního města Frýdek-Místek. Nachází se na jihozápadě Frýdku-Místku. Prochází zde silnice I/48. V roce 2009 zde bylo evidováno 269 adres. V roce 2001 zde trvale žilo 736 obyvatel.
Chlebovice je také název katastrálního území o rozloze 7,75 km². patří k nejstarším obcím v regionu. Obec byla pravděpodobně založena ke konci 12. století. V roce 1620 tu došlo k tragické události, když byl ve chlebovických lesích valašskými zbojníky zabit majitel frýdeckého panství Stanislav Bruntálský se svým doprovodem. Od svého vzniku byla obec součástí panství olomouckých biskupů a spravována z města Hukvaldy.

## Název
Podoba nejstaršího doloženého písemného záznamu Nemasklebe zřejmě odpovídá jménu Nemášchleby, jehož starší tvar Nemášchlebi byl původně posměšným pojmenováním obyvatel vsi. Z nějakého důvodu bylo toto jméno pozměněno, v dalších písemných dokladech je už Chlebovice (z roku 1359 doloženo německé Leibenhau, které se z něj vyvinulo hláskově (se záměnou přípony), ovšem v mladších dobách se v němčině užívala podoba Chlebowitz).

## Historie
Vesnice vznikla asi v sedmdesátých letech 13. století. Iniciátorem založení byl patrně olomoucký biskup Bruno ze Schauenburku, který hodlal výnosy z nové osady věnovat na vydržování čtyř jím založených kanovnických prebend. První zmínka o Chlebovicích v písemných pramenech pochází až z roku 1320. Původní název osady, tehdy zpustlé, byl Nemašchleb. Ves, zničenou patrně v neklidných dobách po smrti posledního Přemyslovce Václava III., měl obnovit Života z Lichnova, jemuž olomoucký biskup Konrád prodal v Chlebovicích svobodné fojtství. Chlebovice byly integrální součástí hukvaldského panství, v jehož svazku se jmenují již ve 30. letech 15. století. První konkrétnější zprávy v obci se objevují v roce 1581. Tehdy měly Chlebovice 21 usedlostí, svobodné mezi osadníky se objevují jména Jan Mikesků, Mikuláš a Pavel Hladno, Jura Hulla, Martin Nováků, Matěj Novák, Pavel Vylamů, Jiřík Sýkora, Václav Droběnka a další.
O necelých sto let později, v roce 1676, měly Chlebovice celkem 33 usedlostí z toho 4 pusté. Zatímco ještě koncem 17. století v obci převažovaly selské usedlosti, v poslední čtvrtině 18. století už počtem převažovaly usedlosti chalupnické a podruzi, tedy nejméně majetné vrstvy obyvatel. Obec měla v roce 1771 393 obyvatel, z nichž 102 dětí. V roce 1812 bylo v Chlebovicích 69 domů, v roce 1900 106 domů 552 obyvatel. Hlavním zaměstnáním obyvatel Chlebovic bylo zemědělství a do konce 19. století i těžba vápence pálení vápna.
Škola v Chlebovicích vznikla koncem 18. nebo na počátku 19. století. První školní budova byla postavena v roce 1849 a druhá v roce 1902.
Z významnějších spolků byla v roce 1903 založena Čtenářská beseda a v roce 1906 Sdružení křesťanskosociálních dělníků. Po 1. světové válce byla prolétařská strana tělovýchovy. Ihned po okupaci nacistickým Německem byla v Chlebovicích utvořena ilegální buňka KSČ, v obci byla umístěna vysílačka, psány a rozmnožovány ilegální letáky. 31. července 1942 provedlo gestapo v Chlebovicích velkou zatýkací akci, při které bylo zatčeno a uvězněno 37 občanů, z nichž 17 se již z věznic nevrátilo. Obec byla osvobozena 4. 5. 1945.

## Kostel sv. Cyrila a Metoděje

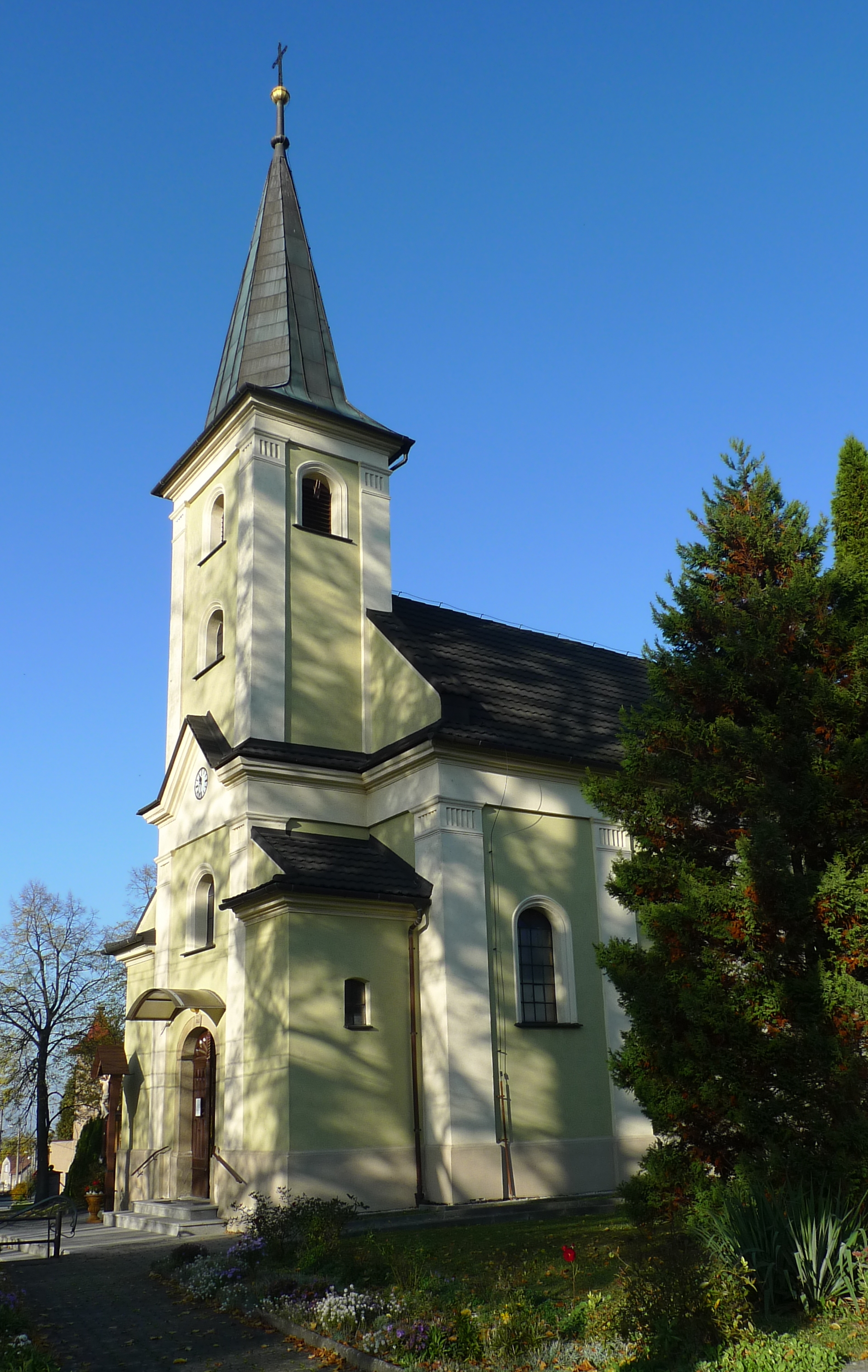
Kostel sv. Cyrila a Metoděje

V obci se nachází neobarokní Farní kostel sv. Cyrila a Metoděje postavený roku 1863.
Dne 9. července roku 2000 při sedmistém výročí obce došlo k vysvěcení dvou zvonů v místním kostele. V neděli dopoledne biskup František Václav Lobkowicz posvětil zvony, na které se složili chlebovicští občané. Před polednem byly nové zvony vytaženy do věže kostela. Ve sbírce na zvony shromáždili lidé z Chlebovic 285 tisíc korun. Oba dodala zvonařská firma rodiny Dytrychových z Brodku u Přerova. Zvony poklepal i děkan Josef Maňák a bývalý lidovecký ministr obrany Vilém Holáň, který seděl v kostele v první řadě. Po mši byly zvony vyneseny před kostel a uvázány an plošinu, která je dopravila do věže.